# Elvira Martínez Lorenzo
Elvira Martínez Lorenzo (El Rosal, 25 de septiembre de 1942 - Vigo, 31 de octubre de 2023) fue una pedagoga y artista española, más conocida como Elvira M. Villa.

## Biografía
Siendo niña emigró a Argentina con su familia en 1945, residiendo en Buenos Aires. Allí cursó los estudios primarios y secundarios, tomando clases de pintura asistiendo al taller de Noé Nojechowitz y practicó Danza Española y Ballet Clásico en la Escuela de Danza del Teatro Colón. Se graduó en 1961 como maestra de Educación Primaria y posteriormente estudió Ciencias Antropológicas en la Universidad de Buenos Aires. En 1965, publicó su primer cuento en 1965 en el diario marplatense La Capital titulado "El Entierro". Durante estos años tuvo una importante militancia política, experiencia que luego le sirvió en España.
En 1967 regresó a su país natal, instalándose en Vigo donde desarrolló su actividad artística (para la cual utilizó su apellido materno) y su carrera pedagógica. Allí pronto se relaciona con artistas de la época como Xavier Pousa, Reimundo Patiño, Laxeiro, Sevillano, Urbano Lugrís, y el matrimonio formado por el arquitecto y pintor Agustín Pérez Bellas y Mercedes Ruibal, frecuentando el bar Eligio. Desde allí colaboró con Xavier Pousa como coordinadora de las exposiciones de la Estampa Popular Galega, cuyos principales organizadores fueron el propio Pousa y Reimundo Patiño.
Con Xavier Pousa coordinó las exposiciones EPG que tuvieron lugar en Monforte de Lemos, Vigo, Garda y Tuy. Este último, que tuvo lugar en septiembre de 1968, y donde se expusieron grabados de Reimundo Patiño, Lodeiro, Sevillano, Barreiro, Beatriz Rey, Alfonso Gallego Villa, Pedro Agrelo, Vázquez Diéguez, Xulio Maside, Laxeiro, y también de los organizadores Pousa y Elvira M., fue cerrado por “insultos a la Nación, al Ejército y a la Guardia Civil” y Elvira fue detenida junto con Xavier Pousa. 
A partir de ese momento abandonó Estampa Popular, el grupo cesó su actividad en Galicia y realizó dos exposiciones más en Montevideo (Uruguay) impulsadas por Isaac Díaz Pardo y Luís Seoane, aunque se disolvió definitivamente en 1970. Expuso también individualmente en 1968 en Pontevedra, y participó en la colectiva de la Praza da Princesa de Vigo en 1968, 1969 y 1971. Posteriormente se dedicó exclusivamente a la educación tanto en el aula como en la formación del profesorado, colaborando con diferentes universidades de todo el país y escuelas de verano.
También participó del nacimiento del feminismo organizado en Galicia a partir de 1976, con la fundación de la Asociación Democrática de Mujeres Gallegas “Concepción Arenal”. Desde el año 1980 también trabajó en distintas instituciones públicas como asesora y profesora de Expresión Plástica; como el Ministerio de Educación y Ciencia, la Universidad de Santiago de Compostela, la Consejería de Educación de la Junta de Galicia, la Universidad de Vigo y la Escuela Rosalía de Castro de Vigo. 
Fue colaboradora habitual de la revista Cuadernos de Pedagogía y autora de libros sobre educación en Expresión Plástica. Luego de su jubilación retomó la escritura de poemas.
Falleció en la ciudad de Vigo el 31 de octubre de 2023.